# Cuora
Genre
Synonymes
- Clistoclemmis Gray, 1863
- Pyxidea Gray, 1863
- Pyxiclemmis Gray, 1863

Cuora est un genre de tortues de la famille des Geoemydidae. Elles sont appelées tortues-boîtes asiatiques.

## Répartition
Les espèces de ce genre se rencontrent en Asie du Sud-Est en Asie de l'Est et dans l'est de l'Asie du Sud.

## Description
Les espèces de Cuora sont caractérisées par une carapace à charnière ventrale. La longueur de leur carapace peut atteindre jusqu'à 30 cm. Elles peuvent se rétracter dans leur carapace lorsqu'elles sont menacées.  
Les Cuora sont en général de couleur brune. Certaines espèces possèdent des teintes jaune clair, blanche ou orange ou des bandes dans la longueur.

## Comportement
Les tortues boites asiatiques sont semi-aquatiques. Elles passent le plus clair de leur temps sur les bords des étangs peu profonds et denses en végétation. Elles sont omnivores, mais leur régime dans la nature consiste principalement en des plantes aquatiques et occasionnellement des invertébrés, des poissons ou même des charognes.

## Liste des espèces
Selon TFTSG (23 novembre 2011) :
- Cuora amboinensis (Riche, 1801)
- Cuora aurocapitata Luo & Zong, 1988
- Cuora bourreti Obst & Reimann, 1994
- Cuora flavomarginata (Gray, 1863)
- Cuora galbinifrons Bourret, 1939
- Cuora mccordi Ernst, 1988
- Cuora mouhotii (Gray, 1862)
- Cuora pani Song, 1984
- Cuora picturata Lehr, Fritz & Obst, 1998
- Cuora trifasciata (Bell, 1825)
- Cuora yunnanensis (Boulenger, 1906)
- Cuora zhoui Zhao, 1990

## Publication originale
- Gray, 1856 "1855" : On some New Species of Freshwater Tortoises from North America, Ceylon and Australia, in the collection of the British Museum. Proceedings of the Zoological Society of London, vol. 23, p. 197-202 (texte intégral).